# Rainbow Megamix
Rainbow Megamix è un singolo della cantante italiana Raffaella Carrà, pubblicato il 21 febbraio 2021 come primo singolo postumo dell'artista, prodotto dal DJ italiano Get Far.

## Descrizione
Il brano consiste in un remix e mash-up di alcuni dei brani più conosciuti della cantante: Rumore, Tanti Auguri, A Far L'Amore Comincia Tu, Pedro, Fiesta e Tuca Tuca.
Il brano è stato pubblicato digitalmente come primo e unico estratto della raccolta postuma Joy, in cui oltre ad essere presente nella versione digitale, è presente anche fisicamente nella versione "Special Box Set", in un vinile 12" viola in cui sul lato A si trova la canzone commercializzata indicata come "Extended Version" e sul lato B una versione ridotta segnata come "Edit Version".